# Vol de panneaux de signalisation

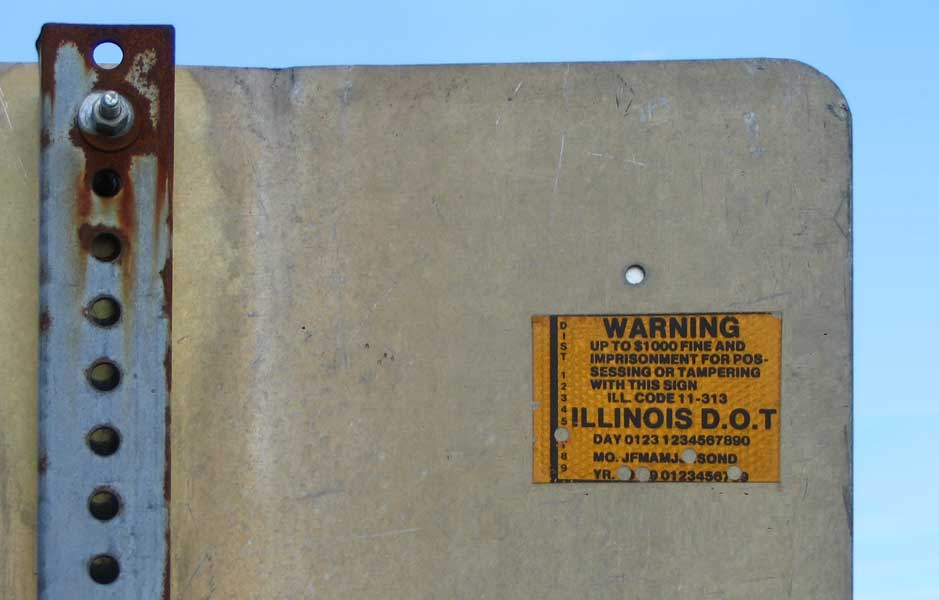
Un autocollant au dos d'un panneau de l'Illinois, supposé dissuader les voleurs, en indiquant que l'infraction est passible d'une amende de 1000 dollars et d'emprisonnement.

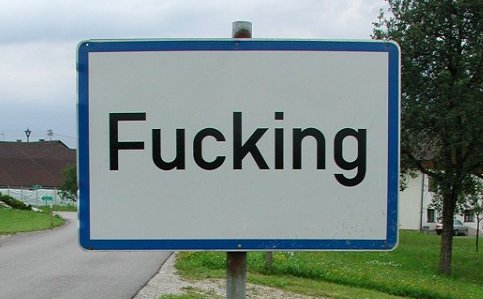
Un exemple de panneau victime de vol, à Fucking.

Le vol de panneaux de signalisation est une forme de vandalisme généralement pratiquée dans le but d'en faire des objets de décoration. Les panneaux de signalisation les plus volés sont ceux qui sont inhabituels, ou qui indiquent des lieux célèbres.
Cet exercice constitue parfois une épreuve de bizutage.
Il engendre des coûts pour la collectivité qui en est la victime (remplacement, surveillance) et peut avoir pour conséquence de retarder les services de secours et les pompiers, qui utilisent les panneaux pour retrouver le lieu où ils doivent intervenir.

## Exemples notables
- Penny Lane, à Liverpool, au Royaume-Uni, célèbre chanson des Beatles ;
- Fucking : petit village de la municipalité de Tarsdorf, en Haute-Autriche ;
- Bergues : village situé dans le Nord-Pas-de-Calais où se déroule l'action de Bienvenue chez les Ch'tis, film à grand succès ;
- Marly-Gomont : ville de Picardie popularisée par la chanson homonyme de Kamini ;
- Montcuq : petit village situé dans le département du Lot ;
- Anus : un lieu-dit de la commune de Fouronnes, située dans l'Yonne ;
- Condom : village du Gers[3].
- Ville de Å dans la municipalité de Moskenes, aux îles Lofoten, en Norvège.
- Les panneaux d'avertissement de passage d'élans en Suède[4],[5].
- Rue de la Branlette[6].
- Rue Brisemiche, dans le 4° arrondissement de Paris.[réf. nécessaire]
- Rue du Pastis[7].